# 狛野物語
『狛野物語』（こまのものがたり）は、平安時代に成立したと見られる日本の物語。作者不詳。現存する写本の存在しない逸書であり『風葉和歌集』にも本作からの和歌の採録は見られないが『枕草子』や『源氏物語』第25帖「蛍」にその名が見えることから、11世紀には広く知られていた物語であることが窺える。

## 概要
鎌倉時代に書かれた『源氏物語』注釈書『異本紫明抄』の記述では『隠れ蓑』と題する物語の続編が『狛野の物語』であるとされ、第6帖「末摘花」の注釈で本文の一説を引用している。「狛野」は山城国相楽郡の地名で、現在の京都府木津川市山城町上狛と相楽郡精華町下狛の一帯に当たる。

### 『枕草子』に見える『狛野物語』
清少納言は『枕草子』の「物語は」の段（日本古典文学大系第212段）で『狛野物語』の中で印象に残った場面について以下のように述べている。
「かはほり」（蝙蝠）は扇子のこと。清少納言は『狛野物語』作者の文章力やストーリーの組み立て方については「成信の中将は」の段（大系第292段）では、以下のように余り高く評価していないが「物語は」の段でも印象的であったと述べている場面について再び言及している。なお、主人公が作中で詠んだとされる「もと見し駒に」の引用元となった和歌については不詳である。

### 『異本紫明抄』に引用された『狛野物語』の逸文
『異本紫明抄』で第6帖「末摘花」に注釈として引用された『狛野物語』の「前栽合」の巻の逸文は以下の通りである。